# Nerone e Agrippina
Nerone e Agrippina è un film muto del 1914 di produzione italiana, diretto da Mario Caserini.

## Trama

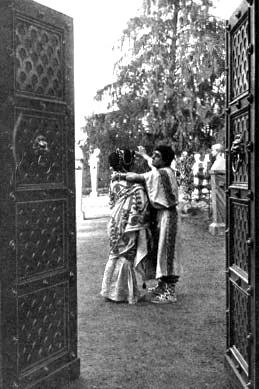
Vittorio Rossi Pianelli e Fernanda Sinimberghi

Claudio, succeduto a Caligola assassinato dai Pretoriani, richiama Agrippina, sua nipote, dall'esilio e lei inizia a tramare affinché suo figlio Nerone diventi imperatore. Fa uccidere Messalina, poi seduce lo zio che la sposa e nomina Nerone quale erede invece di suo figlio Britannico. Claudio muore avvelenato e Nerone diventa imperatore, ma Agrippina pretende di dettar legge anche a lui e Nerone la fa quindi uccidere, iniziando poi a dare crescenti segni di squilibrio mentale. Per questo molti, tra cui il filosofo Seneca, pensano di liberarsene, ma Nerone scopre la congiura e lo costringe al suicidio.
Quando nel 64 d.C. un disastroso incendio distrugge Roma il popolo ne incolpa Nerone, che, istigato da Poppea, reagisce indicando i Cristiani quali colpevoli e ne inizia la persecuzione nella quale cadrà anche San Paolo. Durante una festa Nerone uccide Poppea, incinta, e impazzisce del tutto. La ricostruzione di Roma bruciata dà luogo alla realizzazione della Domus Aurea. Dopo altri quattro anni, l'esercito, stanco delle follie di Nerone, si ribella: Galba marcia verso Roma e si proclama imperatore. Nerone fugge nei luoghi della sua giovinezza, dove ritrova Atte, da lui amata in gioventù e ora cristiana, e si fa uccidere da un ex schiavo.

## Produzione

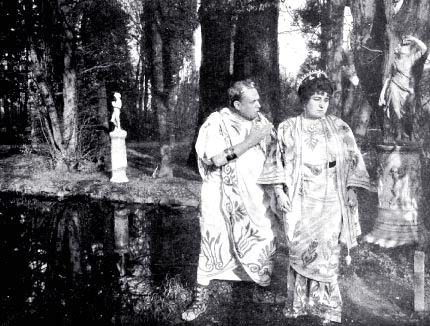
Camillo De Riso e Maria Gasperini

Nerone e Agrippina venne prodotto dalla "Gloria Film" come risultato di una decisione con cui l'azienda torinese rinunciò ad una nuova versione de Gli ultimi giorni di Pompei, che aveva annunciato di voler realizzare sin dall'aprile 1913, con l'impiego di 10 leoni, 50 cavalli, 1000 comparse, con quadri dal vero alla falde del Vesuvio e per un prodotto finale di 3000 metri di pellicola. Tale decisione fu causata dal fatto che due aziende concorrenti - la "Ambrosio" e la Pasquali" - avevano entrambe distribuito una loro versione cinematografica del romanzo di Bulwer-Lytton, aprendo una stagione di cause giudiziarie e di accese polemiche ed accuse sulla «indecente e sleale collaborazione» che a quel tempo caratterizzava l'ambiente cinematografico.
La "Gloria", che proprio in quel periodo stava cogliendo il successo mondiale decretato a Ma l'amor mio non muore, decise di sottrarsi a queste dinamiche. Senonché diverse scene erano già state girate avendo come scenario l'Arena di Verona, di cui si era ottenuto l'utilizzo a seguito di una generosa donazione elargita alla Congregazione di Carità del Comune scaligero. Data l'importanza e l'impegno delle riprese, iniziate a fine ottobre ed affidate a due operatori, l'azienda torinese aveva schierato il suo intero staff artistico, sia affiancando due esperti registi come Alberto Degli Abbati e Giuseppe de Liguoro alla direzione di Mario Caserini, sia impiegando l'intera squadra di attori ed attrici di cui disponeva.

L'incendio di Roma

Le scene già girate a Verona furono quindi riutilizzate per un nuovo "Kolossal" che fu, appunto, Nerone e Agrippina. Altre furono realizzate nell'inverno del 1913 presso il teatro di posa che la "Gloria" aveva rilevato a Pegli (a quel tempo ancora Comune autonomo rispetto a Genova), per utilizzare le migliori condizioni climatiche e di illuminazione esistenti in prossimità del mare. Sulla spiaggia della località rivierasca fu costruito un pontile e furono attrezzate due triremi per la scena dell'imbarco di Agrippina. Le scene dell'incendio di Roma furono invece realizzate nei pressi di Torino con costruzioni appositamente allestite.
Anche rispetto al nuovo film, suddiviso in 10 parti ed in parte ispirato al Nerone di Boito, la "Gloria" annunciò di aver voluto fare le cose in grande, impiegando «oltre 100 artisti di primo piano, turbe di schiavi e schiave, scene di circo e feste nautiche, ville e palazzi imperiali e splendidi costumi». L'impegno produttivo non venne meno neppure nella fase della distribuzione del film, in quanto la pellicola fu accompagnata da «affissi colorati dipinti, 72 fotografie di scena di medio formato, 30 di grande formato 60 x 80, un opuscolo illustrativo a colori e due spartiti musicali, uno per piccole e l'altro per grandi orchestre».
Questa corsa allo sforzo produttivo della cinematografia italiana - che di lì a pochi mesi sarebbe entrata in crisi per lo scoppio della guerra - fu criticato da chi sosteneva che «sino a due anni or sono con 2-300.000 lire si poteva ancora aprire una buona Casa cinematografica, mentre oggi si spende mezzo milione per una sola pellicola [come] la "Gloria", il cui Nerone costa sinora 400.000 Franchi».

## Accoglienza
Nerone e Agrippina venne presentato il 20 marzo 1914 al cinema "Borsa" di Torino in una visione privata riservata ad autorità, intellettuali, anche provenienti dall'estero, e con la presenza di membri della famiglia reale Savoia, ricevendo numerosi applausi alla fine di ogni parte. 

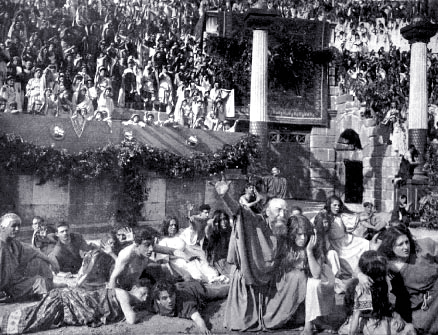
La scena del martirio

C'erano le premesse per un nuovo successo internazionale della "Gloria" che concluse «ad una cifra elevatissima» un accordo con la Pathé per la distribuzione del film in USA, Canada, Belgio, Paesi Bassi, Francia, Svizzera, Turchia e paesi balcanici non austriaci, mentre in Germania e Gran Bretagna più relative colonie la distribuzione fu diretta.
Ma il cammino del film fu dapprima offuscato dall'uscita, solo due settimane dopo, di Cabiria e, di lì a pochi mesi, dallo scoppio della guerra che di fatto bloccò il commercio internazionale. Nel frattempo, con l'abbandono di Caserini, anche la "Gloria Film" era entrata in fase calante. Di fronte al cospicuo investimento produttivo, pertanto, Nerone e Agrippina è stato considerato, sotto il profilo commerciale, un insuccesso.
i pochi commenti disponibili forniscono descrizioni entusiaste del film, tanto che un critico del tempo scrisse di «una film così perfetta che sfugge ad un esame critico vero e proprio. Tutto è accuratamente studiato e meticolosamente eseguito: [è] un capolavoro che inizia la sua "tournée" trionfale nel mondo». Anche il periodico britannico The bioscope, lo definì, il 16 aprile del 1914, «un capolavoro».
Creduto per molto tempo perduto, Nerone e Agrippina venne fortunosamente ritrovato nel luglio 1999 da alcuni studiosi italiani che stavano effettuando una ricerca presso il "Norsk Film Institute" di Oslo, a cui si deve anche il successivo restauro dei 1.850 metri rimasti della pellicola (circa 84 minuti) a fronte dei 2.000 originari.